# Суйпача (округ)
Округ Суйпача (ісп. Suipacha) — адміністративно-територіальна одиниця 2-го рівня у провінції Буенос-Айрес в центральній Аргентині. Адміністративний центр округу — Суйпача (ісп. Suipacha).
Населення округу становить 10 081 особу (2010). Площа — 943 кв. км.

## Історія
Округ заснований у 1864 році.

## Населення
У 2010 році населення становило 10081 особу. З них чоловіків — 4975, жінок — 5106.

## Політика
Округ належить до 1-ого виборчого сектору провінції Буенос-Айрес.